# Curtiss P-40 Warhawk
Curtiss P-40 Warhawk (Къртис П-40 Уорхок) е американски боен самолет, използван като изтребител и изтребител-бомбардировач, разработен и произвеждан от фирмата Curtiss-Wright Corporation. Познат под имената Warhawk, Tomahawk (Томахок) и Kittyhawk (Китихок), този самолет е един от малкото, воювали практически на всички театри на бойните действия през Втората световна война.

## Създаване
Curtiss P-40 е развитие чрез дълбока модернизация на конструкцията на изтребителя Curtiss P-36 Hawk. P-36 Hawk се появява през 1935 г. и въпреки че първоначално не е приет добре от USAAC, по-късно са поръчани над 200 самолета за САЩ, като самолетът отбелязва и голям експортен успех.
Още след приемането на Р-36 на въоръжение, неговият конструктор Донован Бърлин (Donovan Berlin) започва опити за подобряване летателните данни на машината, усъвършенствайки аеродинамиката на самолета, но те не довеждат до съществен успех. Тогава е взето решение двигателят с въздушно охлаждане Pratt & Whitney R-1830 на Р-36 да бъде заменен с V-образен редови двигател с течно охлаждане, който има по-малко напречно сечение. Избран е новия двигател на фирмата Allison V-1710-11, оборудван с турбокомпресор и в резултат през 1937 г. се появява прототипът XP-37. XP-37 показва скорост от 547 km/h и USAAC поръчва 13 машини, обозначени като YP-37, за провеждане на изпитания.
Същевременно са проведени и изпитания в аеродинамичен тунел на макет с двигател с едностепенен механичен компресор привеждан в действие от вала на двигателя. Според тях скоростта на новата машина би-била още по-висока и един сериен Р-36А е преоборудван с двигател Allison V-1710-19, получавайки обозначението ХР-40. ХР-40 излита за първи път на 14 октомври 1938 г., но показва доста по-ниска скорост от разчетната (481 km/h срещу 560 km/h). Направени са промени в аеродинамиката на машината и ХР-40 е изпратен на конкурс за нов изтребител на USAAC. Там негови конкуренти са ХР-37 и YP-43 Lancer; като статични макети участват и ХР-38 и ХР-39. След проведените изпитания ХР-40 е признат за победител, въпреки че показва по-ниска скорост от изискваната (526 km/h срещу 580 km/h), а на 27 април 1939 г. фирмата Curtiss получава поръчка за производството на 254 машини. Поръчката е на стойност 12.9 млн. долара и е най-голямата поръчка за изтребители в САЩ след Първата световна война. Самолетът отново е модернизиран; оборудван е с новия двигател Allison V-1710-33, с което постига максимална скорост от 589 km/h и е пуснат в серийно производство под обозначение Р-40. По традиция във фирмата Curtiss му е дадено „ястребовото“ име Warhawk (на английски: Warhawk – „Боен ястреб“; от Hawk – Хоук, Хок „ястреб“).
Изтребителят Р-40 отстъпва в много отношения на европейските си съвременници от този период (Messerschmitt Bf 109, Supermarine Spitfire и др.). Приемането му на въоръжение се обуславя от това, че той е проектиран по-скоро като изтребител-бомбардировач и щурмови самолет, а не като маневрен изтребител, тъй като американските стратези на този етап не смятат, че им е нужен изтребител за завоюване на превъзходство във въздуха. По тази причина самолетът притежава повишена устойчивост на бойни повреди и голяма далечина на полета. Друга причина за приемането му на въоръжение е, че е създаден на базата на добре познатия и вече усвоен в серийно производство Р-36, което облекчава неговото внедряване в производство и понижава цената му.

## Модификации. Развитие на самолета
- P-40 (фирмено обозначение Hawk 81A) – Базов вариант на изтребителя. Произведени 200 самолета през 1940 г. Въоръжение 2 х 12.7-мм картечници и 2 х 7.62-мм картечници.

- Tomahawk Mk.I (Hawk 81A-1) – Малко след производството на първите серийни машини, Франция поръчва 140 самолета. Изтребителите са без картечници и радиооборудване, които трябва да бъдат монтирани във Франция. Скалите на уредите са в метрична система, а седалката е приспособена за използване с френски гръбен парашут. Поради капитулацията на Франция през юни 1940 г., тези самолети са предадени на Англия. Там са въоръжени със 7.7-мм картечници, като е добавена още по една в полукрилата (на част от машините и едната 12.7-мм картечница е заменена със 7.7-мм). В Англия изтребителите получават обозначението Tomahawk Mk.I (Томахок Мк.I).
- P-40A – Един Р-40, оборудван с аерофотокамера за въздушно разузнаване.
- P-40B (Hawk 81B) – Добавена е още по една 7.62-мм картечница в крилата, самолетът е брониран допълнително, масата му нараства. Първи полет 13 март 1941 г., произведени 131 машини за USAAC.
- Tomahawk Mk.IIA (Hawk 81А-2) – Експортен вариант на Р-40В със 7.7-мм английски картечници. Произведени за RAF 110 машини (от тях 23 попадат в СССР и един в Канада).
- P-40C (Hawk 81B) – Вариант на Р-40В с протектирани (самозапушващи се при прострелване) горивни резервоари.
- Tomahawk Mk.IIB (Hawk 81А-2) – Експортен вариант на Р-40С. Произведени са над 930 машини, които отиват в Англия, Китай и СССР.
- P-40D (Hawk 87А-2) – Вариант с двигател Allison V-1710-39 (мощност 1150 hp). Въоръжението се състои от 4 х 12.7-мм картечници, самолетът получава възможност да носи 3 х 227-кг бомби, а стартовата маса нараства до 3677 кг. Произведени 22 машини за САЩ.
- Kittyhawk Mk.I (Hawk 87А-2) – Експортен вариант на P-40D. В Англия е обозначен като Kittyhawk (Китихок – името на местността, където братята Райт извършват първия в историята контролиран полет с моторен летателен апарат по-тежък от въздуха). Произведени: за Англия 560 машини, за Канада – 24, за Турция – 17.
- P-40E (Hawk 87В-2) – Развитие на P-40D. Въоръжението е 6 х 12.7-мм картечници, стартовата маса нараства до 4013 кг. За САЩ са произведени малко над 2300 самолета.
- Kittyhawk Mk.IA – Експортен вариант на Р-40Е за Великобритания. Произведени 1500 машини, от тях 170 са загубени при транпортирането по море. Около 900 самолета остават в Англия, останалите са разпределени в Австралия, Нова Зеландия и Канада.

- P-40F – През 1941 г. един P-40D е оборудван с английски двигател Rolls-Royce Merlin 28, чиято американска версия се произвежда от Packard Motor Car Company. Изпитанията са успешни и вариантът получава обозначението P-40F. За САЩ са произведени малко над 1300 самолета с двигател Merlin-Packard V-1650-1.
- Kittyhawk Mk.II – Експортен вариант за Великобритания. Произведени 330 машини за Англия. САЩ също получават 80 самолета (обозначение Р-40Е-1), самолети от този вариант получава и Свободна Франция на Дьо Гол.
- P-40G – 44 машини с криле на Tomahawk Mk.I. 16 от тях са изпратени в СССР. Тези, които остават в САЩ получават обозначението RP-40G (R – „Restricted from combat use“; ограничени от бойна употреба)[4].
- P-40K – Вариант с по-мощния двигател Allison V-1710-73 (F4R) с мощност 1325 hp. Стартовата маса нараства до 4540 кг. За USAAF са произведени около 1300 машини.
- P-40L – Олекотен вариант на P-40F с двигател Merlin-Packard V-1650-1. По-слабо брониран, с намалени въоръжение и обем на горивните резервоари, с което стартовата маса става 4131 кг. Произведени 700 самолета.
- P-40M – Недостигът на двигатели Merlin-Packard налага връщането към двигателите Allison. В резултат се появява вариантът Р-40М, който по същество е подвариантът P-40K-20-CU с двигател Allison V-1710-81. Произведени са 616 самолета за САЩ, двайсет за Англия. По-късно 15 машини от този тип са предадени на Бразилия.
- Kittyhawk Mk.III – Експортен вариант на Р-40М. 370 машини са за Англия, над 600 са изпратени в Австралия и Нова Зеландия. С Kittyhawk Mk.III е въоръжена и 5-а ескадрила на ВВС на Южна Африка, воюваща в състава на RAF. Обозначението Kittyhawk Mk.III е давано и на машини от варианта Р-40К.
- P-40N-1/N-15 – Олекотен вариант на самолета. В различните подварианти е променяно въоръжението (4 х 12.7-мм картечници при N-1 и N-10). Подвариант N-6 е оборудван с аерофотоапарати за разузнаване. От тези подварианти са произведени 1977 машини за нуждите на USAAF.
- P-40N-20/N-35 – Тези подварианти са с нов двигател Allison V-1710-99. Произведени над 3000 машини.
- P-40N-40 – Вариант с двигател Allison V-1710-113, появил се в средата на 1944 г. Първоначално са поръчани 1000 машини, но поръчката е намалена на 220. По това време Р-40 вече значително отстъпва на новите противникови изтребители и подвариантът P-40N-40 става последната серийно строена модификация на машината.
- Kittyhawk Mk.IV – Експортна версия на P-40N. 586 машини са предназначени за Великобритания, но първите 130 са изпратени на СССР. Kittyhawk Mk.IV получават и: Австралия (468 бр.), Бразилия (41 бр., на въоръжение до 1958 г.), Канада (35 бр.) и Нова Зеландия (172).

- P-40Q (XP-40Q) – Експериментален вариант, при който конструкцията коренно е променена с цел Р-40 да се доближи до характеристиките на новите противникови изтребители. Модернизирани са три самолета (два Р-40К и един Р-40N), но самолетът не влиза в серийно производство – данните му не са по-добри от тези на серийно произвежданите P-51 Mustang и P-47 Thunderbolt.
- P-40R – Самолети от вариантите F и L, чиито двигатели Merlin-Packard са заменени с двигатели Allison V-1710-81. Самолетите от вариант F са обозначени като P-40R-1, а тези от L – като P-40R-2. Според документите на USAAF са извършени над 600 конверсии, но могат да бъдат потвърдени само 70 за P-40F и 53 за P-40L[5].
- P-40T – Известен брой самолети от вариантите Е и N, преработени като учебно-тренировъчни машини с двойно управление.

## Оператори
- Австралия
- Бразилия
- Египет
- Индонезия
- Канада
- Тайван
- Нидерландия
- Нова Зеландия
- Великобритания
- Полша
- САЩ
- СССР
- Турция
- Финландия
- Франция
- Южна Африка
- Япония

## Тактико-технически характеристики
|                            | P-40B                  | P-40E                                    | P-40F                                    | P-40N-5                                  | XP-40Q                   |
| -------------------------- | ---------------------- | ---------------------------------------- | ---------------------------------------- | ---------------------------------------- | ------------------------ |
| Година на производство     | 1940                   | 1941                                     | 1942                                     | 1943                                     | 1944                     |
| Дължина, м                 | 9.62                   | 9.67                                     | 10.17                                    | 10.16                                    | 10.77                    |
| Височина, м                | 3.76                   | 3.76                                     | 3.76                                     | 3.76                                     | 3.76                     |
| Размах на крилата, м       | 11.38                  | 11.38                                    | 11.38                                    | 11.38                                    | 10.75                    |
| Площ на крилата, м2        | 21.92                  | 21.92                                    | 21.92                                    | 21.92                                    |                          |
| Тегло празен, кг           | 2549                   | 2880                                     | 2989                                     | 2906                                     |                          |
| Нормално полетно тегло, кг | 3076                   | 3760                                     | 3856                                     | 3507                                     | 4086                     |
| Двигател мощност к. с.     | Allison V-1710-33 1090 | Allison V-1710-39 1150                   | Packard Merlin V-1650-1 1300             | Allison V-1710-81 1200                   | Allison V-1710-121 1425  |
| Максимална скорост, км/ч   | 574                    | 582                                      | 586                                      | 608                                      | 679                      |
| Таван на полета, м         | 9900                   | 8800                                     | 10 500                                   | 9450                                     | 11 880                   |
| Далечина на полета, км     | 1050                   | 1100                                     | 1400                                     | 1200                                     |                          |
| Въоръжение                 | 4 х 7.62-мм картечници | 6 х 12.7-мм Browning M-2 до 907 кг бомби | 6 х 12.7-мм Browning M-2 до 907 кг бомби | 4 х 12.7-мм Browning M-2 до 227 кг бомби | 4 х 12.7-мм Browning M-2 |